# Alfabetos kazajos

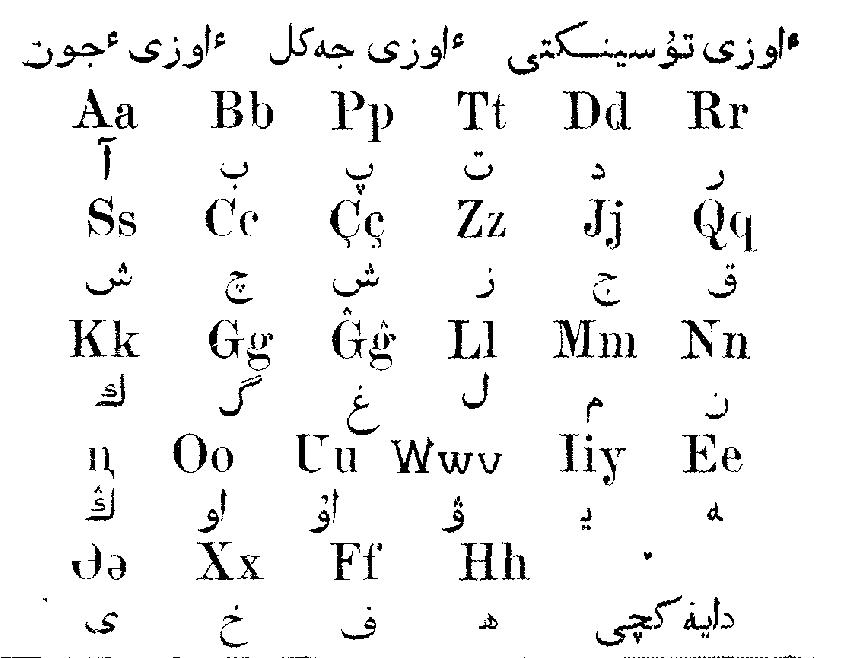
Escritura kazaja en alfabetos árabe y latino (1924)

Los alfabetos kazajos son los que se usan para escribir el idioma kazajo. El kazajo utiliza los siguientes alfabetos:
- El alfabeto cirílico es usado de modo oficial en República de Kazajistán y la provincia de Bayan-Ölgiy en Mongolia. También es utilizado por la población kazaja asentada en áreas de Kirguistán, Rusia, Turkmenistán y Uzbekistán, así como por las minorías dispersas en países anteriormente pertenecientes a la URSS. Fue introducido por la Unión Soviética en 1940.
- El alfabeto perso-arábigo se usa oficialmente en China en la prefectura de Altái y en prefectura autónoma kazaja de Ili en la región autónoma de Xinjiang Uyghur. También se utiliza en Irán y Afganistán. La escritura está basada en el alfabeto usado por los kazajos con anteriordad a 1927.
- El alfabeto latino basado en el alfabeto turco se usa oficiosamente por la minoría kazaja en Turquía. La diáspora kazaja también usa un similar al alfabeto latino en Alemania, los Estados Unidos y otros países occidentales. Como con otras Lenguas túrquicas de Asia central, el alfabeto latino fue introducido por los soviéticos y usado entre  1927 y 1940 cuando fue reemplazado por el cirílico.

Un decreto presidencial de octubre de 2017 ordenó la transición del alfabeto cirílico al latino para 2025.

## Alfabeto cirílico
El alfabeto cirílico para el kazajo se utiliza en Kazajistán y Mongolia. En el siglo XIX, Ibrahim Altynsarin, un notable docente kazajo, fue el primero en introducir el alfabeto cirílico para la transcripción del kazajo. La actividad misionera rusa, así como los colegios fundados por estos, fomentaron la utilización del cirílico en el siglo XIX y los primeros años del siglo XX. El alfabeto fue rediseñado por Sarsén Amanzhólov y aceptado en su actual factura desde 1940. Se compone de 42 letras: 33 derivadas del alfabeto ruso con 9 letras adicionales exclusivas para los sonidos del lenguaje kazajo, que son: Ә, Ғ, Қ, Ң, Ө, Ұ, Ү, Һ, І; hasta 1957 Ӯ fue utilizado en lugar de Ұ). Inicialmente, las letras kazajas se ubicaban después de las letras del alfabeto ruso, pero en la actualidad se ubican después de las letras rusas similares en sonido o forma.
Las letras В, Ё (desde 1957), Ф, Х, Ц, Ч, Щ, Ъ, Ь y Э no se utilizan en las palabras nativas kazajas. De estas, las letras, Ё, Ц, Ч, Щ, Ъ, Ь, Э, se usan exclusivamente para las palabras prestadas del ruso o través de este, y se escriben según las reglas de ortografía rusas. la letra Х en conversación se pronuncia como la Қ. la letra Һ se utiliza exclusivamente en préstamos del árabe y el persa y frecuentemente se pronuncia como una Х sorda.
La letra И representa la vocal fuerte [i] obtenida de la combinación de ЫЙ /əj/ y ІЙ /ɯj/. La letra У representa la /w/ y la vocal fuerte [u] obtenida de la combinación de ҰУ /ʊw/, ҮУ /ʉw/, ЫУ /əw/ y ІУ /ɪw/.

### Teclado
El teclado estándar de Windows que se usa para el kazajo en cirílico en Kazajistán es una modificación del teclado estándar ruso, con letras existentes en kazajo, pero no en ruso y localizadas en las teclas de los números.

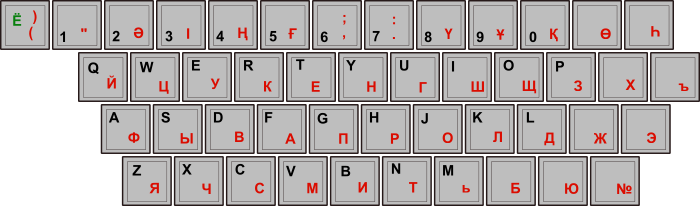
Teclado kazajo.

## Árabe
El alfabeto árabe es todavía el alfabeto oficial para los kazajos en la prefectura de Altái y en la prefectura autónoma kazaja de Ilí en la región autónoma Uigur de Sinkiang, en China. Fue introducido por primera vez en el actual territorio de Kazajistán en el siglo XI, y fue con el que tradicionalmente se escribió el idioma kazajo hasta la introducción de las grafías latinas en 1927. En 1924, el intelectual kazajo Akhmet Baitursynov propició una reforma del alfabeto árabe para que se adaptase mejor a la realidad del kazajo. Las letras  چ، پ، ڭ، گ، ۆ fueron usadas para representar sonidos que se encontraban en el idioma árabe.

## Latino

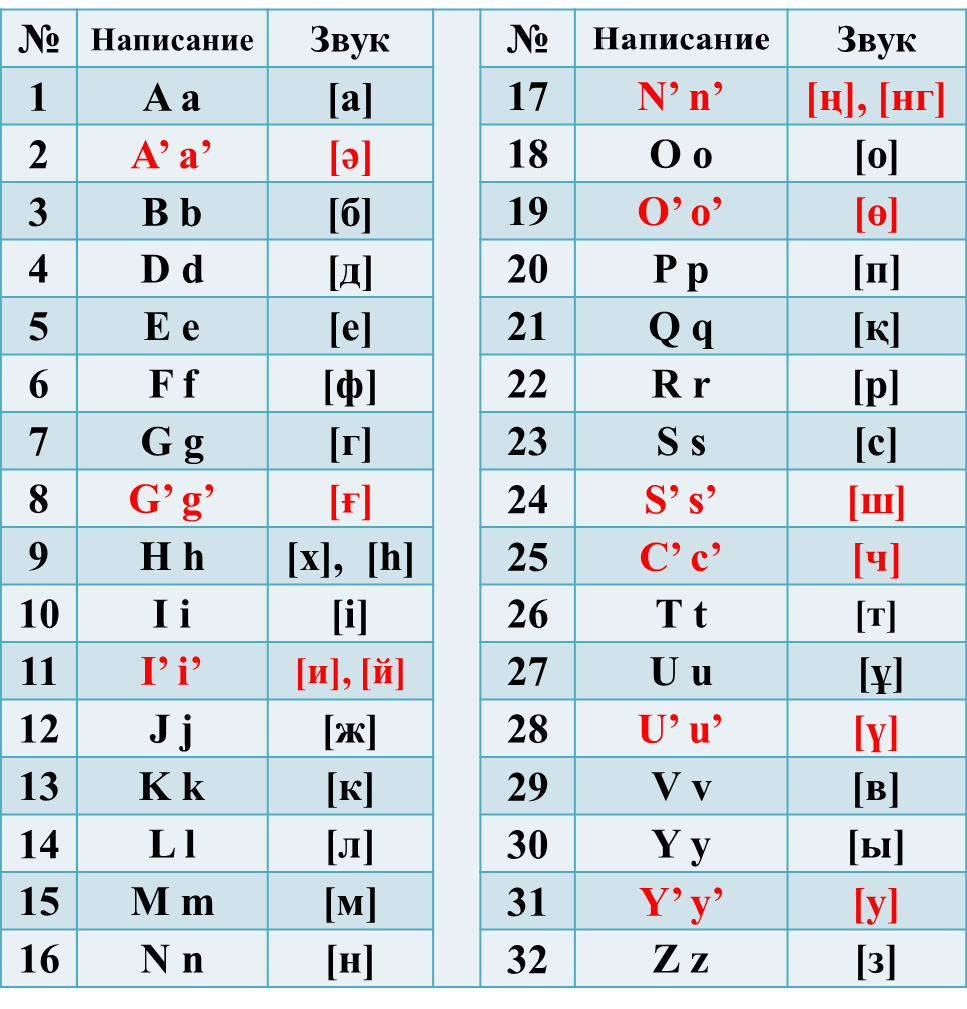
Alfabeto latino para el idioma kazajo, implementado por el Decreto Presidencial 569 (26 de octubre de 2017)

El nuevo alfabeto túrquico unificado fue usado en la Unión Soviética desde 1927 a 1940, cuando fue reemplazado por el actual alfabeto cirílico. Los hablantes de kazajo en países donde utilizan el alfabeto latino usan una escritura diferente, basada en el yanalif (alfabeto latino). Un alfabeto con base latina fue usado para el lenguaje kazajo en China entre 1964 y 1984. Más tarde, el uso del alfabeto árabe para la lengua kazaja fue restaurado, de nuevo, en China. 
Desde hace poco, como parte del proceso de modernización, el Gobierno ha comenzado planes para reemplazar el alfabeto cirílico por el latino de forma oficial. Desde 2007, se está investigando y cuestionando tanto los costes como las consecuencias de otro tipo de este cambio. Bastantes sitios web del gobierno de Kazajistán están disponibles en ambos alfabetos, el latino y el cirílico. Entre ellos se puede encontrar https://web.archive.org/web/20190715062336/http://www.government.kz/, la principal página web del gobierno, así como la agencia nacional de información Kazinform (también conocida como QazAqparat).
El 13 de diciembre de 2007, el presidente Nursultan Nazarbayev propuso parar el avance en la transformación del alfabeto cirílico al latino para el idioma kazajo, con la indicación: «Durante 70 años, los kazajos han leído y escrito en cirílico. Más de 100 nacionalidades viven en nuestro país, por lo tanto necesitamos estabilidad y paz. No hay necesidad de apresurarse en la cuestión del cambio de alfabeto». Pero en 2015, el ministro de Cultura y Deportes, Arystanbek Mukhamediuly, anunció que se estaba llevando a cabo un plan de transición, con especialistas trabajando en la ortografía para acomodar los aspectos fonológicos del idioma. El 12 de abril de 2017, el presidente Nazarbayev publicó un artículo en el periódico estatal Egemen Qazaqstan anunciando un cambio al alfabeto latino para 2025,  una decisión a implementarse por decreto. Nazarbayev argumentó que «el idioma y la cultura de Kazajistán se han visto devastados» durante el período de gobierno soviético, y que poner fin al uso del cirílico es útil para reafirmar la identidad nacional.
El nuevo alfabeto latino trata de evitar los dígrafos (como «sh», «ch») y diacríticos (como «ä» o «ç»). De hecho, el presidente Nazarbayev había declarado expresamente que el nuevo alfabeto no debería contener «corchetes ni puntos superfluos». En cambio, el nuevo alfabeto, que se basa en una transliteración de cirílico a letras latinas, usa apóstrofos para denotar aquellas letras kazajas donde no había un equivalente latino directo. Esto es similar a la ortografía latina usada en Karakalpakia y al alfabeto uzbeko.
En enero de 2021, se presentó una nueva revisión del alfabeto latino kazajo, introduciendo las letras Ä ä (Ə ə), Ö ö (Ө ө), Ü ü (Ү ү), Ğ ğ (Ғ ғ), Ū ū (Ұ ұ), Ŋ ŋ (Ң ң), y Ş ş (Ш ш),  acercándolo aún más al CTA. Una revisión posterior del 22 de abril redujo aún más esta brecha al cambiar Ŋ ŋ por Ñ ñ. Esta versión se implementará oficialmente a partir de 2023.

## Tabla de correspondencias
Tabla de correspondencias de la escritura oficial y la más difundida
| Cirílico | Latino (2021) | Latino (2018) | Latino (2017) | Latino (QazAqparat) | Braille | Árabe | Nombre de letra árabe  | Transcripción AFI |
| -------- | ------------- | ------------- | ------------- | ------------------- | ------- | ----- | ---------------------- | ----------------- |
| А а      | A a           | A a           | A a           | A a                 | ⠁       | ا     | ʾalif                  | /ɑ/               |
| Ә ә      | Ä ä           | Á á           | Aʼ aʼ         | Ä ä                 | ⠜       | ٵ     | hamza + ʾalif          | /æ/               |
| Б б      | B b           | B b           | B b           | B b                 | ⠃       | ب     | bāʾ                    | /b/               |
| В в      | V v           | V v           | V v           | V v                 | ⠺       | ڤ     | wāw con V              | /v/               |
| Г г      | G g           | G g           | G g           | G g                 | ⠛       | گ     | gāf                    | /ɡ/               |
| Ғ ғ      | Ğ ğ           | Ǵ ǵ           | Gʼ gʼ         | Ğ ğ                 | ⠻       | ع     | ġayn                   | /ʁ/               |
| Д д      | D d           | D d           | D d           | D d                 | ⠙       | د     | dāl                    | /d/               |
| Е е      | E e           | E e           | E e           | E e                 | ⠑       | ە     | hāʾ                    | /e/, /ʲe/         |
| Ё ё      | İo io         | Io ıo         |               | Yo yo               | ⠡       | يو    | Yo                     | /jo/              |
| Ж ж      | J j           | J j           | J j           | J j                 | ⠚       | ج     | ǧīm                    | /ʒ/, /ʐ/          |
| З з      | Z z           | Z z           | Z z           | Z z                 | ⠵       | ز     | zāī                    | /z/               |
| И и      | İ i           | I ı           | Iʼ iʼ         | Ï ï                 | ⠊       | ٸ     | yāʾ                    | /ɪj/, /ɘj/        |
| Й й      | İ i           | I ı           | Iʼ iʼ         | Y y                 | ⠯       | ي     | yāʾ                    | /j/               |
| К к      | K k           | K k           | K k           | K k                 | ⠅       | ك     | kāf                    | /k/               |
| Қ қ      | Q q           | Q q           | Q q           | Q q                 | ⠹       | ق     | qāf                    | /q/               |
| Л л      | L l           | L l           | L l           | L l                 | ⠇       | ل     | lām                    | /ɫ/, /l/          |
| М м      | M m           | M m           | M m           | M m                 | ⠍       | م     | mīm                    | /m/               |
| Н н      | N n           | N n           | N n           | N n                 | ⠝       | ن     | nūn                    | /n/               |
| Ң ң      | Ñ ñ           | Ń ń           | Nʼ nʼ         | Ñ ñ                 | ⠩       | ڭ     | kāf con 3 puntos       | /ŋ/               |
| О о      | O o           | O o           | O o           | O o                 | ⠕       | و     | wāw                    | /ɔ/, /ʷo/         |
| Ө ө      | Ö ö           | Ó ó           | Oʼ oʼ         | Ö ö                 | ⠣       | ٶ     | hamza + wāw            | /œ/, /ʷœ/         |
| П п      | P p           | P p           | P p           | P p                 | ⠏       | پ     | pāʾ                    | /p/               |
| Р р      | R r           | R r           | R r           | R r                 | ⠗       | ر     | rāʾ                    | /ɾ/, /r/          |
| С с      | S s           | S s           | S s           | S s                 | ⠎       | س     | sīn                    | /s/               |
| Т т      | T t           | T t           | T t           | T t                 | ⠞       | ت     | tāʾ                    | /t/               |
| У у      | W w           | W w           | W w           | W w                 | ⠥       | ۋ     | wāw con 3 puntos       | /w/, /ʊw/, /ʉw/   |
| Ұ ұ      | U u           | U u           | U u           | U u                 | ⠌       | ۇ     | wāw con damma          | /ʊ/               |
| Ү ү      | Ü ü           | Ú ú           | Uʼ uʼ         | Ü ü                 | ⠬       | ٷ     | hamza + wāw con damma  | /ʉ/, /ʏ/          |
| Ф ф      | F f           | F f           | F f           | F f                 | ⠋       | ف     | fāʾ                    | /f/               |
| Х х      | H h           | H h           | X x           | X x                 | ⠓       | ح     | ḥāʾ sin puntos         | /χ/               |
| Һ һ      | H h           | H h           | H h           | H h                 | ⠧       | ھ     | hāʾ inicial            | /h/               |
| Ц ц      | Ts ts         | Ts ts         |               | C c                 | ⠉       | تس    | Ta + sīn               | /ts/              |
| Ч ч      | C c           | Ch ch         | Cʼ cʼ         | Ç ç                 | ⠟       | چ     | če                     | /t͡ɕ/              |
| Ш ш      | Ş ş           | Sh sh         | Sʼ sʼ         | Ş ş                 | ⠱       | ش     | šīn                    | /ʃ/, /ʂ/          |
| Щ щ      | Şç şç         | Shch shch     |               | Şç şç               | ⠭       | شچ    | šīn +če                | /ɕː/              |
| Ъ ъ      |               |               |               | (ʺ)                 | ⠷       | ء     |                        |                   |
| Ы ы      | Y y           | Y y           | Y y           | I ı                 | ⠮       | ى     | yāʾ sin puntos         | /ə/, /ɯ/, /ɵ̞/     |
| І і      | I ı           | I i           | I i           | İ i                 | ⠽       | ٸ     | hamza + yāʾ sin puntos | /ɘ/, /ɪ/          |
| Ь ь      |               |               |               | (ʹ)                 | ⠾       |       |                        |                   |
| Э э      | ?             |               |               | É é                 | ⠪       | ە     | hāʾ                    | /e/               |
| Ю ю      |               | Iý ıý         |               | Yw yw               | ⠳       | يۋ    | yāʾ + wāw con 3 puntos | /jʉw/, /jʊw/      |
| Я я      |               | Ia ıa         |               | Ya ya               | ⠫       | يا    | yāʾ + ʾalif            | /jɑ/              |

Los símbolos entre paréntesis son exclusivamente para la transliteración bidireccional.

## Muestra de texto
Artículo 1.º de la Declaración Universal de los Derechos Humanos:
| Kazajo en escritura cirílica | Kazajo en escritura árabe | Español |
| --- | --- | --- |
| Барлық адамдар тумысынан азат және қадір-қасиеті мен құқықтары тең болып дүниеге келеді. Адамдарға ақыл-парасат, ар-ождан берілген, сондықтан олар бір-бірімен туыстық, бауырмалдық қарым-қатынас жасаулары тиіс.      | بارلىق ادامدار تۋمىسىنان ازات جانە قادىر-قاسيەتى مەن كۇقىقتارى تەڭ بولىپ دۇنيەگە كەلەدى. ادامدارعا اقىل-پاراسات، ار-وجدان بەرىلگەن، سوندىقتان ولار ٴبىر-بىرىمەن تۋىستىق، باۋىرمالدىق قارىم-قاتىناس جاساۋلارى ٴتيىس.‎ | Todos los seres humanos nacen libres e iguales en dignidad y derechos y, dotados como están de razón y conciencia, deben comportarse fraternalmente los unos con los otros.                                             |
| Kazajo en escritura latina (aprobada por Nazarbayev en 2017, revisada en 2018) | Kazajo en escritura latina (versión de Kazinform y lingüistas) | Kazajo en escritura latina (versión de Kazak Grammar) |
| Barlyq adamdar týmysynan azat jáne qadir-qasıeti men quqyqtary teń bolyp dúnıege keledi. Adamdarǵa aqyl-parasat, ar-ojdan berilgen, sondyqtan olar bir-birimen týystyq, baýyrmaldyq qarym-qatynas jasaýlary tıis.      | Barlıq adamdar twmısınan azat jäne qadir-qasïyeti men quqıqtarı teñ bolıp dünïyege keledi. Adamdarğa aqıl-parasat, ar-ojdan berilgen, sondıqtan olar bir-birimen twıstıq, bawırmaldıq qarım-qatınas jasawları tïis. | Barlık adamdar tuwmısınan azat jäne kadir-kasiyeti men kukıktarı teń bolıp düniyege keledi. Adamdarga akıl-parasat, ar-ojdan berilgen, sondıktan olar bir-birimen tuwıstık, bawırmaldık karım-katınas jasawları tiyis.  |
| Kazajo en jaꞑalif (variedad 1929) | Kazajo en jaꞑalif (variedad 1938) | Kazajo en pinyin (1964-1984) |
| Barlьq adamdar tьvmьsьnan azat çəne qadir-qasijeti men quqьqtarь teꞑ ʙolьp dynijege keledi. Adamdarƣa aqьl-parasat, ar-oçdan ʙerilgen, sondьqtan olar ʙir-ʙirimen tьvьstьq, ʙavьrmaldьq qarьm-qatьnas çasavlarь tijis. | Barlьq adamdar tumьsьnan azat çəne qadjr-qasietj men qūqьqtarь teꞑ ʙolьp dyniege keledj. Adamdarƣa aqьl-parasat, ar-oçdan ʙerjlgen, sondьqtan olar ʙjr-ʙjrjmen tuьstьq, bauьrmaldьq qarьm-qatьnas çasaularь tijs.   | Barleⱪ adamdar tewmesenan azat jənê ⱪadir-ⱪasiyêti mên ⱪuⱪeⱪtare têng bolep düniyêgê kêlêdi. Adamdarƣa aⱪel-parasat, ar-ojdan bêrilgên, sondeⱪtan olar bir-birimên tewesteⱪ, bawermaldeⱪ ⱪarem-ⱪatenas jasawlare tiyis. |